# Colpo di Stato in Guinea del 2021
Il colpo di Stato guineano del 2021 è un golpe militare attuato in Guinea il 5 settembre 2021, che ha deposto il presidente della Guinea Alpha Condé dal leader golpista Mamady Doumbouya per le condizioni economiche in cui versa lo Stato africano.
È il terzo colpo di Stato guineano dopo quelli del 1984 e del 2008.
La giunta militare ha di fatto istituito il Comitato nazionale per la riconciliazione e lo sviluppo per governare il Paese.
Il 1º ottobre 2021, Mamady Doumbouya ha prestato giuramento come presidente ad interim.

## Proteste del 2019-2020
La crisi è iniziata tra il 2019 ed il 2020 con delle proteste contro le riforme costituzionali che garantivano il terzo mandato presidenziale all'allora presidente Condé.
I guineani iniziarono a protestare nelle piazze di Conakry il 14 ottobre del 2019 per la crisi economica in cui versava il paese, nonché per presunti brogli elettorali e per le riforme costituzionali.